# Електронна петиція в Україні
Електронна петиція — це особлива форма колективного звернення громадян до Президента України, Верховної Ради України, Кабінету Міністрів України, органу місцевого самоврядування.

Електронна петиція є одним з інструментів електронної демократії. Українське законодавство визначає електронну петицію як колективне звернення в електронній формі до суб'єкта владних повноважень у вигляді тексту скарги (протесту) та/або пропозиції. Суб’єкт владних повноважень має на електронну петицію публічно оголосити свою позицію стосовно згоди чи незгоди по суті петиції, інформувати про аргументи у разі незгоди та організувати спільну з авторами та їх прихильниками роботу з розроблення та втілення плану реалізації петиції у разі згоди.

Електронна петиція подається та розглядається в порядку, передбаченому статтею 23-1 Закону України "Про звернення громадян".
З електронними петиціями громадяни можуть звернутися до Президента України, Верховної Ради України, Кабінету Міністрів України, органу місцевого самоврядування через офіційний вебсайт органу, якому вона адресована, або вебсайт громадського об’єднання, яке здійснює збір підписів на підтримку електронної петиції.
Електронна петиція, адресована відповідно Президенту України, Верховній Раді України, Кабінету Міністрів України, розглядається в особливому порядку за умови збору на її підтримку не менш як 25000 підписів громадян протягом не більше трьох місяців з дня оприлюднення петиції.
Вимоги до кількості підписів громадян на підтримку електронної петиції до органу місцевого самоврядування та строку збору підписів визначаються статутом територіальної громади.
Особливий порядок розгляду петицій, які набрали належну кількість підписів, визначається актами адресатів петиції.
Якщо петиція не набрала необхідної кількості підписів, її розглядають в порядку, встановленому законом для звичайних звернень громадян.
28 серпня 2015 року Президент України видав Указ "Про Порядок розгляду електронної петиції, адресованої Президентові України" [Архівовано 7 вересня 2015 у Wayback Machine.], згідно з яким вже наступного дня на офіційному сайті президента було запущено сервер петицій [Архівовано 29 червня 2017 у Wayback Machine.]. Першою петицією, що досягла необхідної кількості голосів, стала петиція від Української асоціації власників зброї, в якій вимагається законодавчо затвердити право громадян України на захист. Під час обробки інформації про підписи було виявлено так званих "ботів", які намагалися "накручувати" кількість підписів, але заступник глави адміністрації Президента України Дмитро Шимків повідомив, що ці маніпуляції не зашкодять розгляду петиції.

## Цікаві факти
"Найшвидшою" електронною петицією стала петиція про відставку 6-го Президента України, колишнього коміка - Володимира Зеленського. Вона отримала необхідні голоси менше ніж за добу.